# Narabi Rocks
Die Narabi Rocks (norwegisch Rekkjenabbane) sind eine Formation dreier nebeneinanderliegender Felsen an der Kronprinz-Olav-Küste im ostantarktischen Königin-Maud-Land. Sie erstrecken sich über eine Länge von 3 km zwischen dem Temmondai Rock und dem Kozō Rock.
Kartiert und fotografiert wurden sie von Teilnehmern der von 1957 bis 1962 dauernden japanischen Antarktisexpedition, die sie 並び岩 Narabi-iwa (japanisch für ‚Reihenfelsen‘) benannten. Das US-amerikanische Advisory Committee on Antarctic Names übertrug die japanische Benennung 1968 ins Englische.